# Emmanuel de Las Cases
Pour les articles homonymes, voir Emmanuel de Las Cases (1854-1934) et Las Cases.
Ne doit pas être confondu avec Bartolomé de las Casas.
Emmanuel-Auguste-Dieudonné, comte de Las Cases, né le 21 juin 1766 près de Blan dans le Tarn, mort le 14 mai 1842 à Passy,, alors commune limitrophe de Paris, est un militaire, émigré, historien et homme politique français (le nom de famille Las Cases se prononce /las kaz/).
Sous la forme d'un journal, il a rapporté les réflexions de Napoléon Bonaparte qu'il accompagnait dans son exil : le Mémorial de Sainte-Hélène.

## Biographie

### Jeunesse
Il naît dans la propriété familiale de Las Cases, commune de Blan dans le Tarn, près de Revel en Haute-Garonne. À l'âge de quatorze ans, il apprend le suicide de son père, François-Hyacinthe de Las Cases, rendu fou par une blessure de guerre à l’œil gauche,.
Après des études au collège bénédictin de Sorèze, le jeune Emmanuel vient à Paris, chez sa tante, Mme de Berny, qui l'envoie en 1777 au collège de Vendôme, tenu par les Oratoriens, puis à l'école militaire de Paris ; il entre dans la marine et prend part à plusieurs combats dans les années 1781-1782.

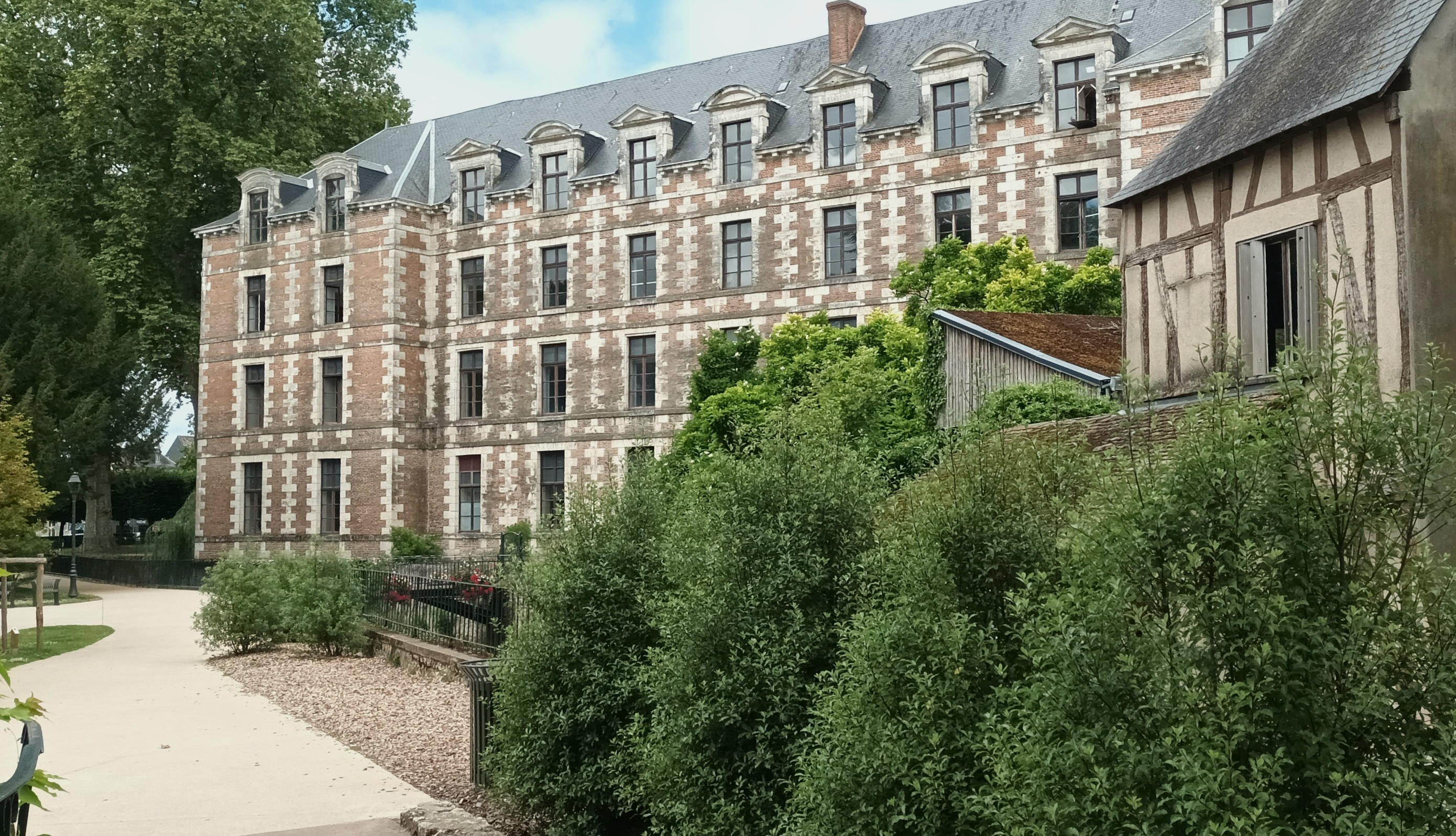
Façade sud du collège de Vendôme, où le jeune Emmanuel fut en pension en 1777.

### Émigration
La Révolution française de 1789 cause son émigration, et il passe plusieurs années en Allemagne et en Angleterre, participant au désastre de l'expédition de Quiberon (1795). Il retourne à Londres, où il vit dans la pauvreté. Il réussit cependant à se faire engager comme tuteur pour les enfants de Lady Clavering, une dame d'origine française, de la région d'Angers. Il envisage un temps d'écrire des romans mais se décide pour l'histoire, et c'est ainsi qu'il compose un monumental Atlas historique en grand in-folio (55 × 34 cm), qu'il publie sous le nom d’emprunt de Le Sage,. Augmenté de notices historiques, l'ouvrage est réédité à Paris et réimprimé à plusieurs reprises entre 1804 et 1845 environ.

### Avec Napoléon
Il retourne clandestinement en France pendant le Consulat avec d'autres royalistes qui rallient Napoléon Ier, et qui feront plus tard allégeance à l'Empereur. Il épouse son amie d'enfance Henriette de Kergariou, fille de Pierre-Joseph de Kergariou (décédé à Quiberon en 1795), en août 1799 à Saint-Méen (Finistère). En 1810, il reçoit le titre de chambellan et de comte d'Empire (il était auparavant marquis par hérédité). Après l'abdication de l'empereur (11 avril 1814), il se retire en Angleterre, mais retourne servir Napoléon durant les Cent-Jours.
Après la bataille de Waterloo, resté fidèle à Napoléon Bonaparte vaincu, il l'accompagne du départ de la Malmaison jusqu'à l'île de Sainte-Hélène, et partagea son exil jusqu'en fin 1816.
La reddition de l'Empereur ouvre pour Las Cases la partie la plus notable de sa carrière. Il suit avec quelques autres privilégiés l'empereur à Rochefort ; et c'est Las Cases qui le premier et assez fortement incite l'empereur à se rendre à la nation britannique.

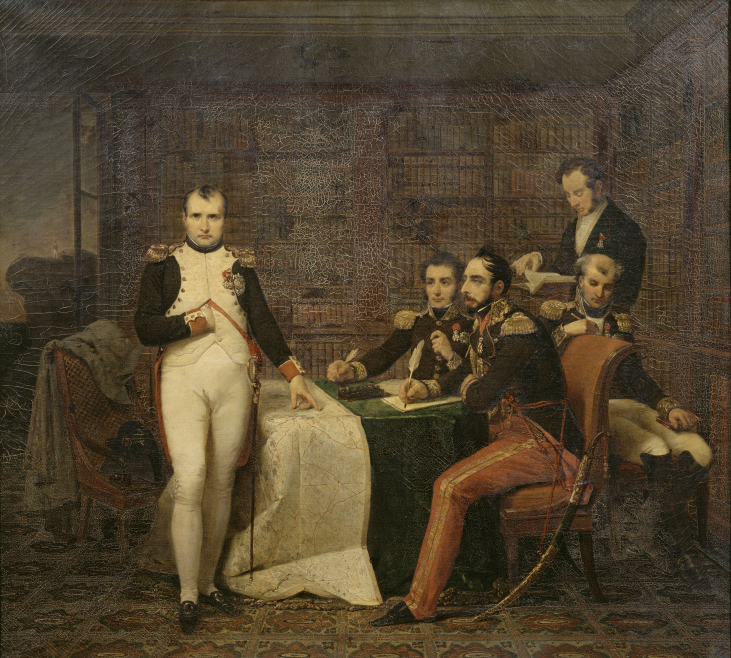
dictant ses mémoires aux généraux Montholon et Gourgaud en présence du grand-maréchal Bertrand et du comte de Las Cases, École française (XIXe siècle), musée napoléonien de l'île d'Aix.

Le 10 juillet, devant l'île d'Aix, Napoléon, qui se trouve à bord de la frégate Saale, charge Las Cases (à cause peut-être de sa connaissance de l'anglais) et Savary de négocier avec le capitaine Maitland, commandant du Bellerophon. Las Cases revêt un uniforme et se rend auprès de l'Empereur : 

« – Pourquoi, Monsieur, ne mettez-vous aucune de vos décorations ?
– Mais, Sire, parce que je n'en ai point.
– N'avez-vous pas au moins la Légion d'honneur ?
– Non Sire.
– Comment est-ce possible ? Allez demander à Marchand une des miennes. »

Et c'est avec une croix d'officier trouvée par Marchand dans une cassette que Las Cases se rend à bord du navire anglais.
Las Cases est le premier à faire une proposition[évasif] au capitaine Maitland du Bellerophon et reçoit une réponse positive. Il l'accusera plus tard d'avoir agi perfidement, en attirant l'Empereur dans les filets anglais, sous la suggestion d'un accueil favorable en Angleterre, tout en sachant que ses ordres étaient plutôt de le capturer.

### À Sainte-Hélène
Las Cases accompagne Napoléon à Sainte-Hélène et joue de façon informelle mais très assidûment un rôle de secrétaire particulier, prenant différentes notes de leurs conversations, qu'il va remettre ensuite en ordre dans son Mémorial de Sainte-Hélène écrit au château de Sohan.
Ce Mémorial (document de plus de 2 000 pages) reste le vecteur de la légende de Napoléon Bonaparte, et le témoignage le plus complet et abouti sur la fin et la déchéance de l'Empereur. « Le Mémorial  présente le meilleur recueil, non seulement des pensées réelles de Napoléon Bonaparte, mais encore des opinions qu'il voulait faire passer pour telles », a dit Walter Scott.
Une correspondance illicite que Las Cases tente d'envoyer à Lucien Bonaparte et à Lady Clavering cause son arrestation à Longwood par le gouverneur Hudson Lowe, puis son départ de l'île de Sainte-Hélène en fin 1816. Le mystère plane sur les causes de ce départ : les uns parlent d'expulsion par le gouverneur Hudson Lowe et d'autres évoquent d'autres hypothèses. Le manuscrit du Mémorial est confisqué, scellé puis envoyé en Angleterre.
Retrouvée en 2005 par Peter Hicks, une copie de ce manuscrit original effectuée vers 1817 en Angleterre a été éditée en 2017 sous les auspices de la Fondation Napoléon. Sa lecture révèle une amplification notable dans la versions publiée par Las Cases, y compris pour des formules célèbres (« Quel roman que ma vie ! ») qui ne se trouvent pas dans le manuscrit. Cependant, « la tonalité générale du manuscrit n'est pas fondamentalement différente de celle de la publication » : avec l'aide de Las Cases, Napoléon se donne la figure d'un libéral, même si la formule « Je suis le Messie de la Révolution » est elle aussi absente du journal original.

### Retour en Europe
Son entrée en France n'est pas au début autorisée par le gouvernement de Louis XVIII. Il réside en Allemagne et en Belgique (province de Liège) au château de Sohan entre Theux et Pepinster ; mais il obtient la permission de venir à Paris après la mort de Napoléon, où il prend sa résidence et publie le Mémorial en 1823. Il en gagne bientôt une énorme richesse.
Il est élu député de la Seine en 1831, sous la monarchie de Juillet. Il meurt en 1842 à Passy ; il résidait depuis 1825 dans un hôtel particulier de la rue de la Pompe, détruit lors du percement de la rue de Siam en 1884. Il est enterré au cimetière de Passy.
Son fils, Emmanuel Pons de Las Cases, participa à l'expédition de 1840 pour rapporter les cendres de Napoléon en France.

## Hommages
- Une statue lui a été érigée à Lavaur, à côté de la cathédrale Saint-Alain. Non loin de là, le lycée de Lavaur s'appelle le Lycée Las Cases.
- Une stèle en son honneur a été érigée à l'initiative de l'ancien maire de Lescout, près de la ferme de Las Cases[16].
- Une rue porte son nom à Castres et une autre à Paris.
- Le plus important prix historique napoléonien d'Amérique porte le nom du mémorialiste, il s'agit du Prix Mémorial Comte de Las Cases[17],[5],[note 1].

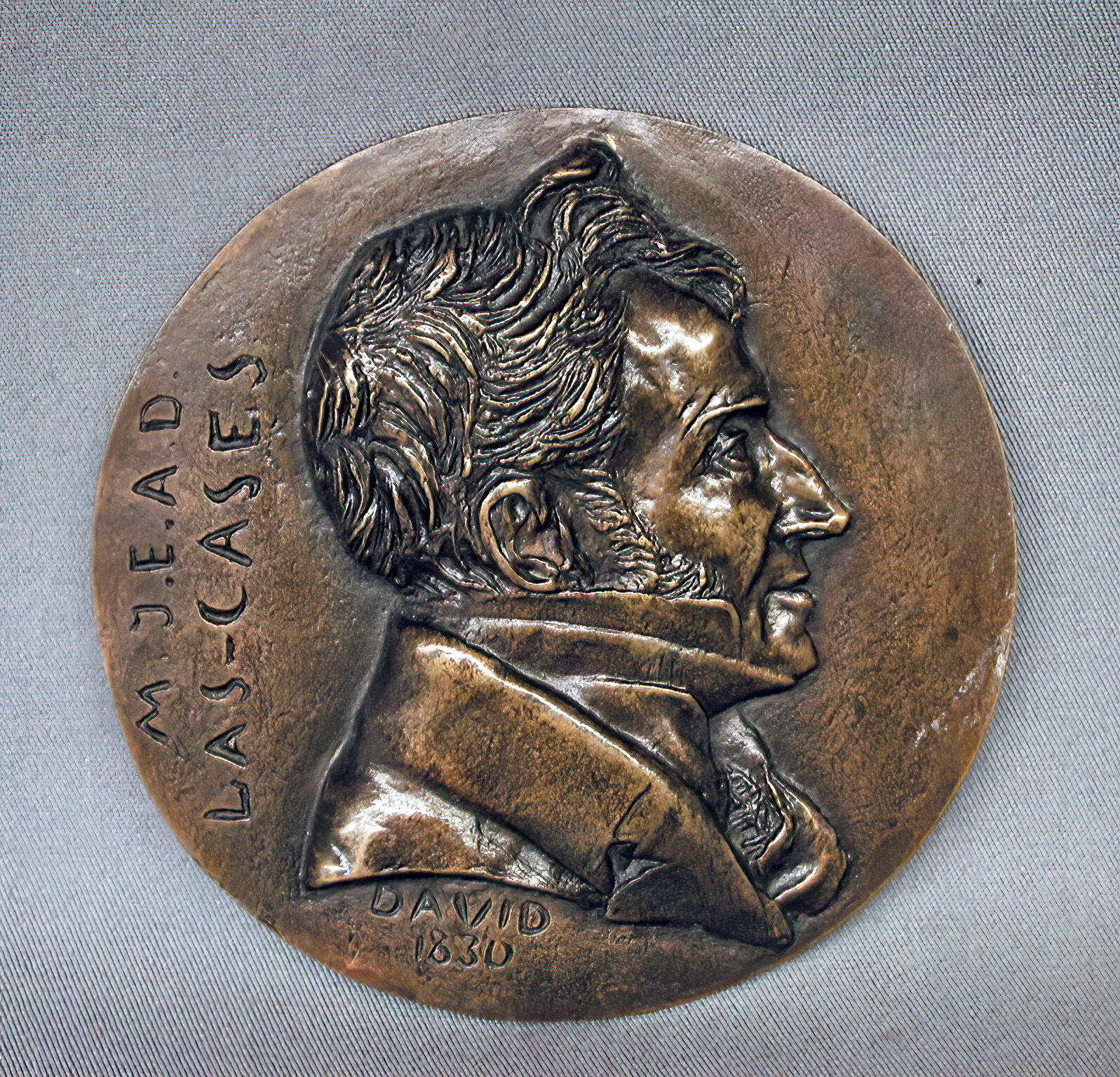
Médaillon en bronze par Pierre-Jean David d'Angers, 1830, Metropolitan Museum of Art.
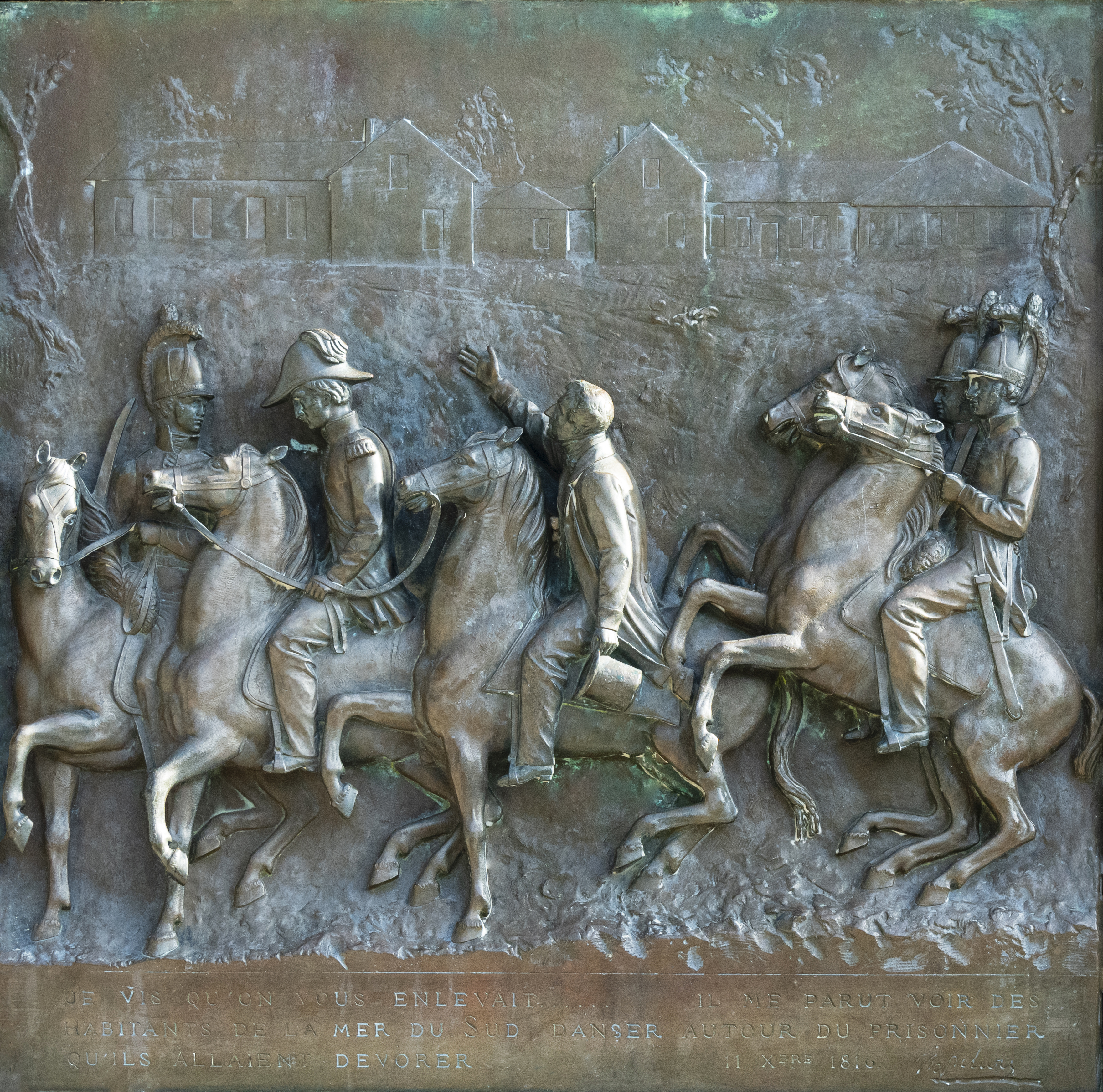
Monument de Las Cases. Bas-relief Je vis qu'on vous enlevait... par Jean-Marie Bonnassieux.
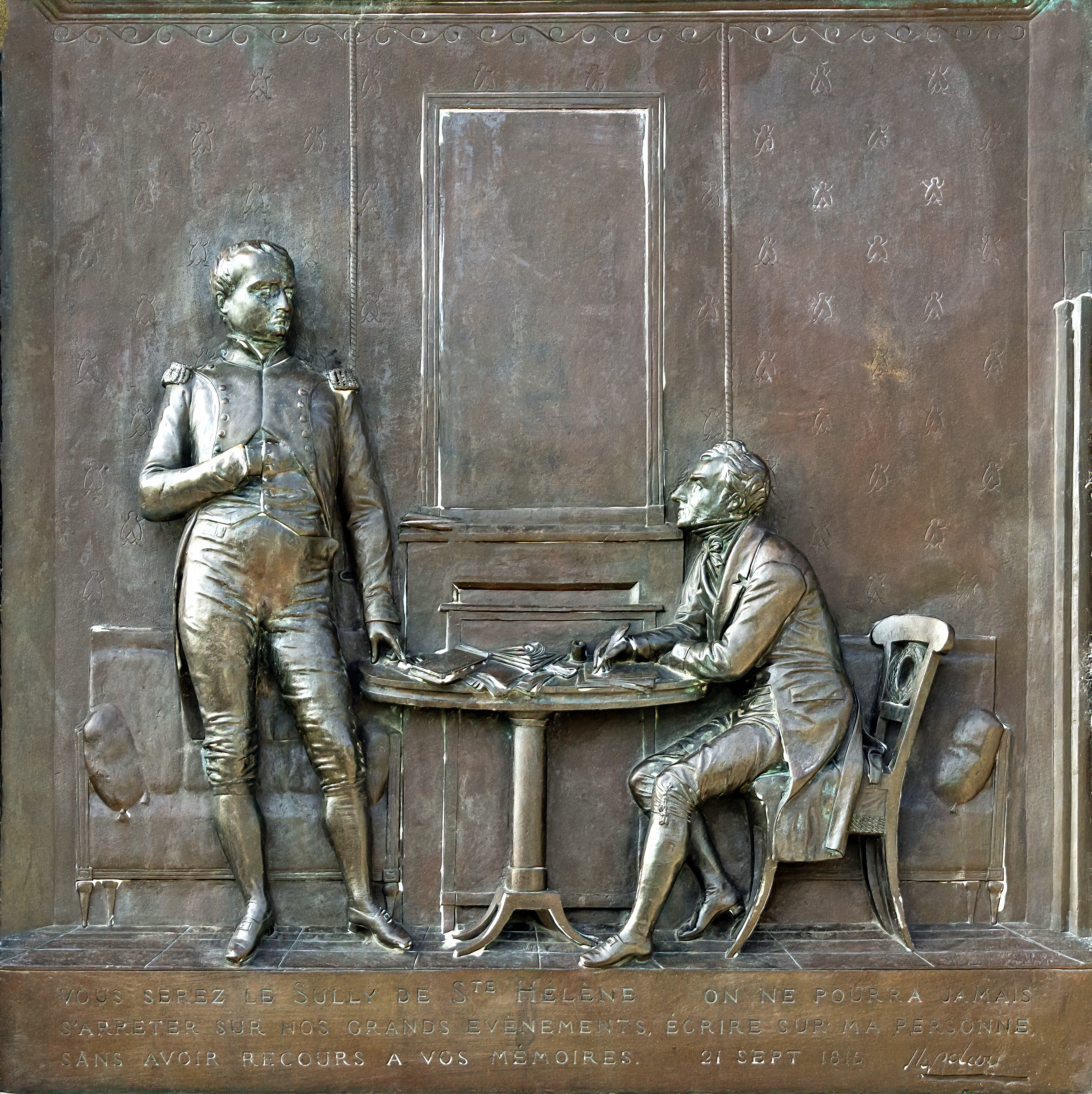
Monument de Las Cases. Bas-relief Vous serez le Sully de Ste-Hélène... par Jean-Marie Bonnassieux.
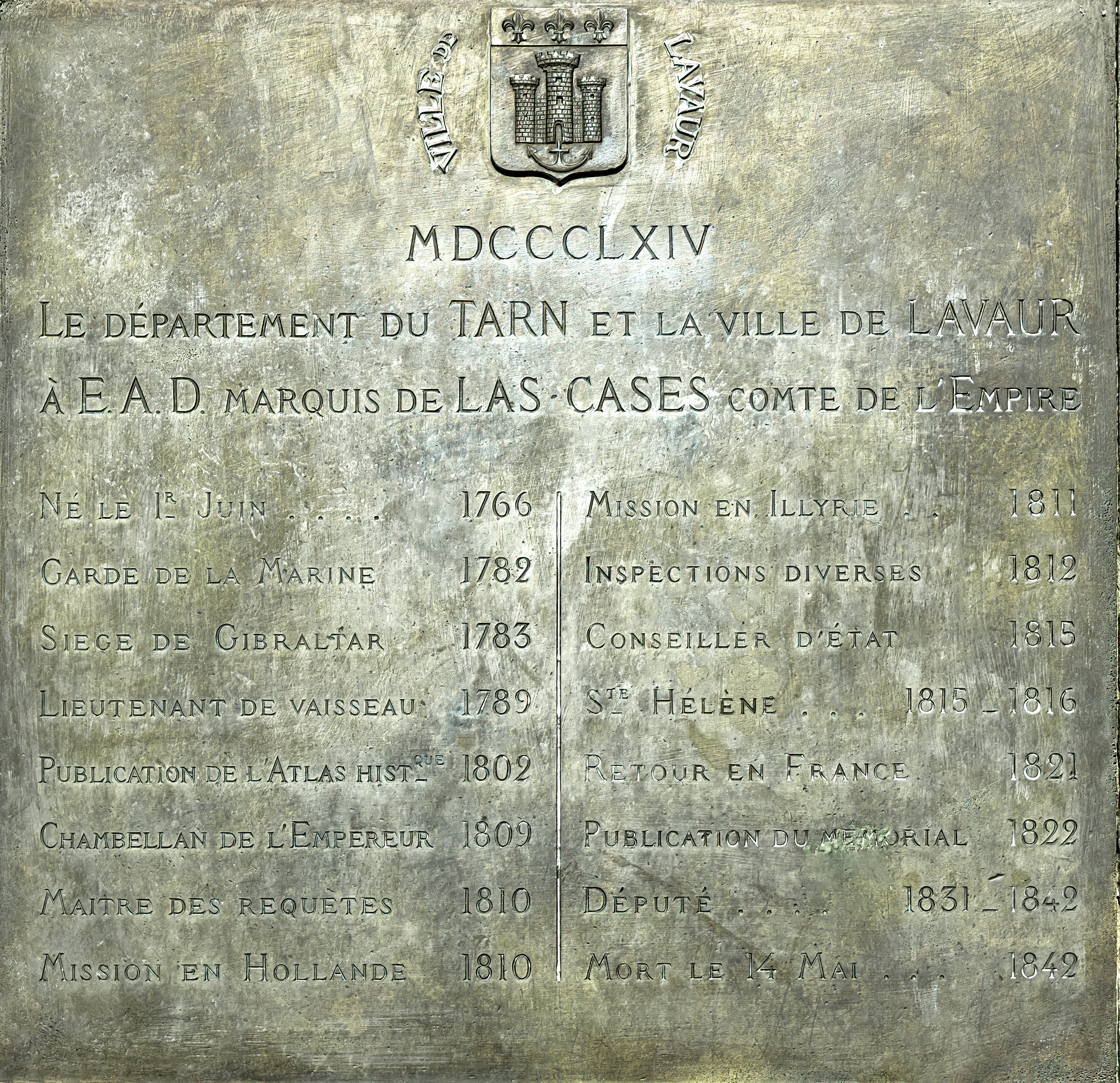
Monument de Las Cases. Curriculum vitae.
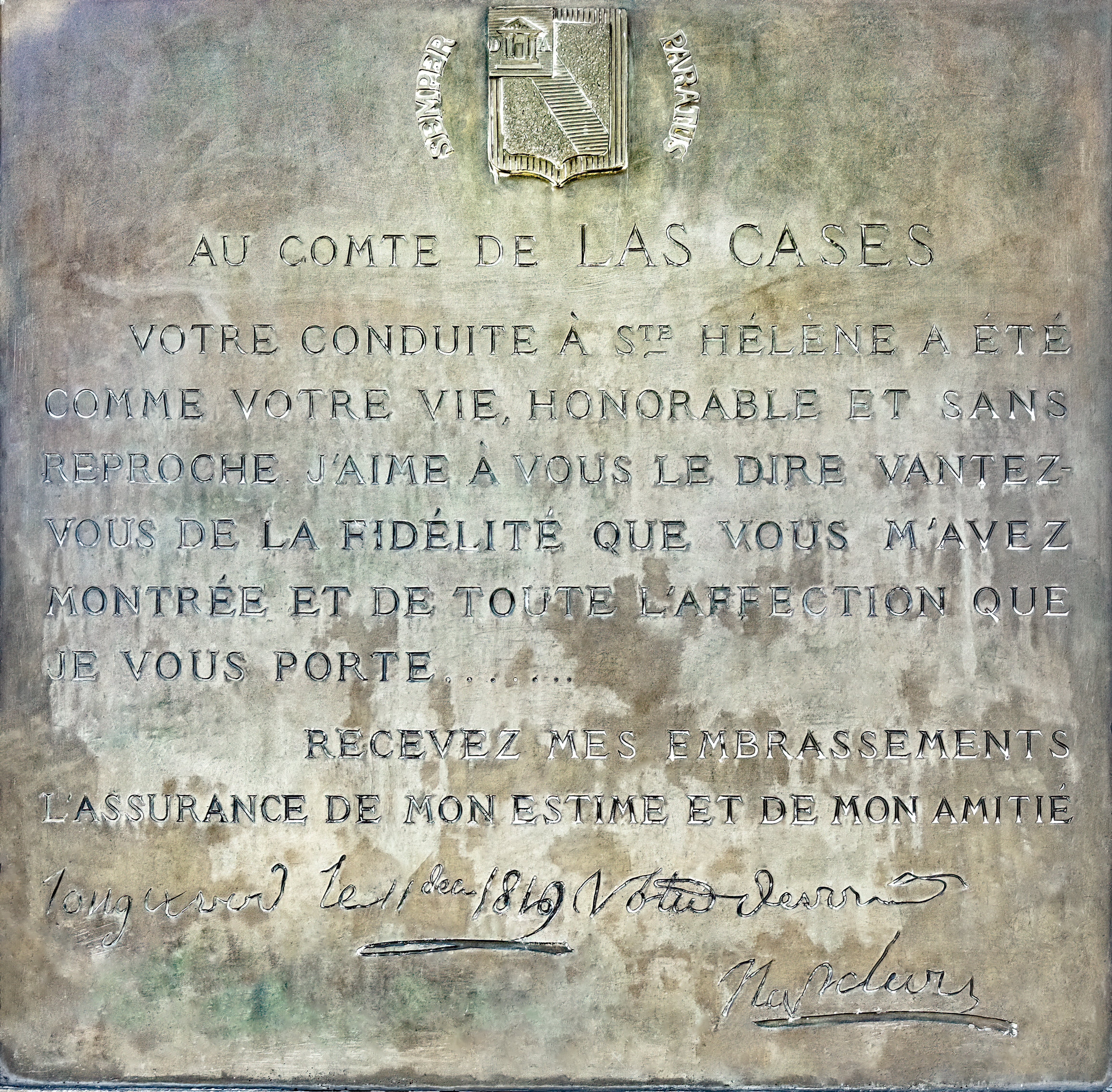
Monument de Las Cases. Lettre de Napoléon à de Las Cases.

## Armes
|  | Emmanuel de Las Cases (1766 - Blan † 1842 - Passy), 1er comte de Las Cases et de l'Empire (1810) D'or, chargé d'une bande d'azur, à la bordure de gueules ; franc-quartier de comte officier de la maison de S.M l'Empereur |